# Pro14 Rainbow Cup
Navigation
Pro14 2020-2021 United Rugby Championship 2021-2022
La Pro14 Rainbow Cup, ou Guinness Pro14 Rainbow Cup selon le sponsor actuel de la compétition, est une compétition unique, ayant vu s'affronter seize franchises sud-africaines, écossaises, galloises, irlandaises et italiennes de rugby à XV.
Cette compétition à lieu à la fin de la saison 2020-2021, un mois environ après la finale du Pro14 2020-2021. Les seize équipes sont réparties en deux groupes. La première conférence regroupe les douze équipes européennes et la seconde les quatre équipes sud-africaines. Les deux premiers de chaque conférence s'affronte ensuite lors d'une finale qui consacre le vainqueur.
Cette courte épreuve est créée afin de préparer le retour des équipes sud-africaines dans le championnat, elles qui n'avaient pas pu participer au Pro14 2020-2021 à cause de la pandémie de Covid-19.
Pour la première fois de l'histoire de la Ligue celte et de ses successeurs, une équipe italienne est sacrée vainqueur. Cependant, du fait du format particulier de cette compétition, ce titre n'est pas comptabilisé au palmarès des victoires en championnat, mais comme une victoire annexe.

## Présentation

### Création de la compétition
La situation des équipes sud-africaines est très délicate durant l'année 2020. D'une part, la pandémie de Covid-19 les empêche de participer aux compétitions internationales. Ainsi, le Pro14 2020-2021 se joue à douze équipes, sans clubs sud-africains. D'autre part, la fédération néo-zélandaise de rugby souhaite réorganiser le Super Rugby en évinçant les clubs sud-africains. À cela s'ajoute la faillite des Southern Kings, dissout en septembre 2020. La fédération sud-africaine de rugby (SARU) s'active alors pour faire intégrer plusieurs de ses franchises au Pro14 : les Bulls, les Sharks, les Stormers et les Lions. Des discussions sont lancées entre les deux instances qui aboutissent aux résultats suivants : la finale de Pro14 2020-2021 est avancée en mars 2021 pour laisser la place à une compétition de transition durant le printemps 2021 avant que les clubs sud-africains n'intègrent pleinement la compétition, ce qui se fera en 2021-2022 sous le nom de United Rugby Championship (URC),. De plus, la SARU s'organise afin de préparer ses franchises à ces nouvelles compétitions : à la suite de la Currie Cup - jouée exceptionnellement de novembre à janvier - un ensemble de matchs amicaux, désigné sous le nom de séries préparatoires, voit le jour du 26 février au 28 mars 2021.
Néanmoins, après de nouveaux rebondissement liés au restrictions de déplacement durant la pandémie de Covid-19, le Pro14 annonce en avril 2021 que la compétition se jouera en deux conférences séparant européens et sud-africains.

### Équipes en compétition
| Équipe                    | Entraineur             | Capitaine                | Stade                     |
| Franchises irlandaises    | Franchises irlandaises | Franchises irlandaises   | Franchises irlandaises    |
| ------------------------- | ---------------------- | ------------------------ | ------------------------- |
| Connacht                  | Andy Friend            | Jarrad Butler            | Galway Sportsground       |
| Leinster                  | Leo Cullen             | Jonathan Sexton          | RDS Arena                 |
| Munster                   | Johann van Graan       | Peter O'Mahony           | Thomond Park              |
| Ulster                    | Dan McFarland          | Iain Henderson           | Kingspan Stadium          |
| Franchises galloises      |                        |                          |                           |
| Cardiff Blues             | David Young            | Ellis Jenkins            | Cardiff Arms Park         |
| Dragons                   | Dean Ryan              | Rhodri Williams          | Rodney Parade             |
| Scarlets                  | Glen Delaney           | Ken Owens                | Parc y Scarlets           |
| Ospreys                   | Toby Booth             | Justin Tipuric           | Liberty Stadium           |
| Franchises écossaises     |                        |                          |                           |
| Édimbourg Rugby           | Richard Cockerill      | Stuart McInally          | Murrayfield               |
| Glasgow Warriors          | Danny Wilson           | Fraser Brown Ryan Wilson | Scotstoun Stadium         |
| Franchises italiennes     |                        |                          |                           |
| Benetton Trévise          | Kieran Crowley         | Dewaldt Duvenage         | Stadio Comunale di Monigo |
| Zebre                     | Michael Bradley        | Tommaso Castello         | Stade Sergio-Lanfranchi   |
| Franchises sud-africaines |                        |                          |                           |
| Bulls                     | Jake White             | Duane Vermeulen          | Loftus Versfeld Stadium   |
| Lions                     | Ivan van Rooyen        | Dan Kriel                | Ellis Park Stadium        |
| Sharks                    | Sean Everitt           | Lukhanyo Am              | Kings Park Stadium        |
| Stormers                  | John Dobson            | Steven Kitshoff          | Cape Town Stadium         |

### Format
Les seize équipes sont réparties en deux conférences. La première, aussi appelée simplement Rainbow Cup, regroupe les douze équipes européennes tandis que la seconde, appelée Rainbow Cup SA, regroupe les quatre franchises sud-africaines.
Dans l'hémisphère nord, la compétition a lieu sur une période de huit semaines, du 23 avril au 12 juin, et se joue en six journées, entrecoupés par les demi-finale et la finale de coupe d'Europe. Chaque équipe dispose d'une journée de bye durant la quatrième, la cinquième ou la sixième journée et ne joue donc que cinq matchs.
En Afrique du Sud, la compétition s'étale sur six journées du 1er mai au 12 juin. Chaque équipe rencontre deux fois toutes les autres, en format aller retour,.
Les classements sont établis en suivant les règles suivantes :
- 4 points de classement pour une victoire ;
- 2 points de classement pour un match nul ;
- 1 point de classement de bonus si l'équipe inscrit 4 essais ou plus ;
- 1 point de classement de bonus si l'équipe perd de 7 points ou moins.

En cas d'égalité au classement entre une ou plusieurs équipes, comptent, dans l'ordre :
1. Le nombre de matchs gagnés
2. La meilleure différence de points ;
3. Le nombre d'essais inscrits ;
4. Le nombre de points inscrits ;
5. La meilleure différence d'essais ;
6. le nombre de cartons rouges, par ordre croissant.
7. le nombre de cartons jaunes, par ordre croissant.

Les deux meilleures équipes de chaque conférence se rencontrent en finale le 19 juin en Europe.

## Compétition

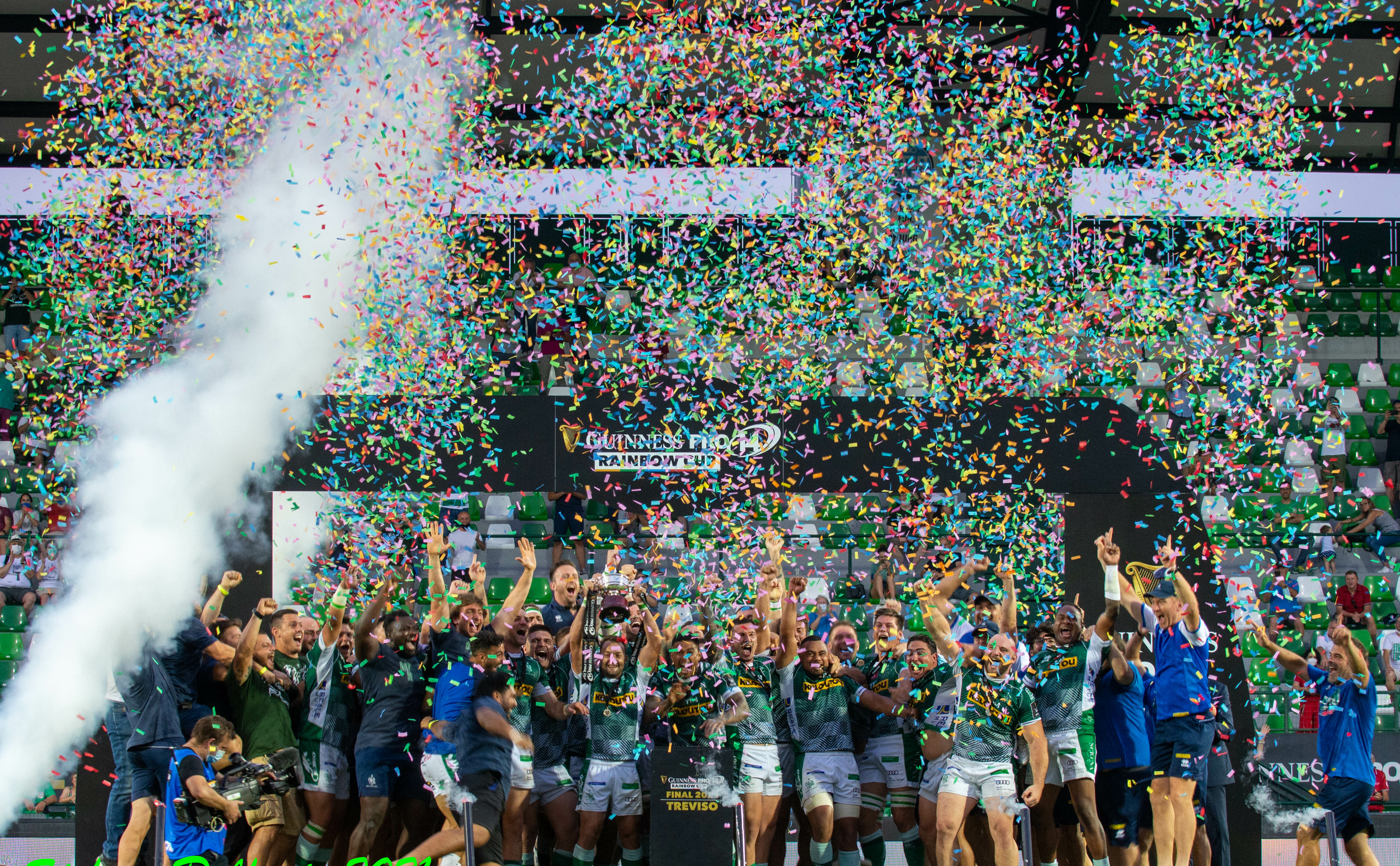
Le Benetton Trévise en train de fêter leur succès dans la compétition.

### Phase régulière
Il est à noter que les rencontres entre l'Ulster et les Scarlets, les Ospreys et le Benetton Trévise, et les Stormers et les Lions ne peuvent pas se tenir en raisons de cas de Covid-19 détectés dans les rangs de l'Ulster, des Ospreys et des Lions. Conformément au règlement en vigueur, le score des trois matchs est fixé à 0-0, les équipes incriminés ne marquent aucun point tandis que les autres équipes en marquent quatre. Cela a été traduit dans les tableaux ci-dessous par des défaites et des victoires sans bonus.
Légende des classements
- Qualification en finale

#### Pro14 Rainbow Cup
| Rang | Club             | J | V | N | D | Bo | Bd | Pm  | Pe  | Diff | Pts |
| ---- | ---------------- | - | - | - | - | -- | -- | --- | --- | ---- | --- |
| 1    | Benetton Trévise | 5 | 5 | 0 | 0 | 2  | 0  | 125 | 78  | +47  | 22  |
| 2    | Munster          | 5 | 4 | 0 | 1 | 3  | 1  | 170 | 75  | +95  | 20  |
| 3    | Glasgow Warriors | 5 | 4 | 0 | 1 | 3  | 0  | 121 | 117 | +4   | 19  |
| 4    | Leinster         | 5 | 3 | 0 | 2 | 2  | 1  | 124 | 87  | +37  | 15  |
| 5    | Cardiff Blues    | 5 | 3 | 0 | 2 | 2  | 1  | 124 | 123 | +1   | 15  |
| 6    | Connacht         | 5 | 3 | 0 | 2 | 2  | 0  | 109 | 133 | -24  | 14  |
| 7    | Scarlets         | 5 | 2 | 1 | 2 | 2  | 1  | 110 | 115 | -5   | 13  |
| 8    | Ospreys          | 5 | 2 | 0 | 3 | 2  | 1  | 103 | 88  | +15  | 11  |
| 9    | Édimbourg Rugby  | 5 | 1 | 1 | 3 | 2  | 2  | 126 | 140 | -14  | 10  |
| 10   | Ulster           | 5 | 1 | 0 | 4 | 2  | 2  | 85  | 116 | -31  | 8   |
| 11   | Dragons          | 5 | 1 | 0 | 4 | 2  | 1  | 117 | 156 | -39  | 7   |
| 12   | Zebre            | 5 | 0 | 0 | 5 | 0  | 3  | 88  | 174 | -86  | 3   |

#### Pro14 Rainbow Cup SA
| Rang | Club     | J | V | N | D | Bo | Bd | Pm  | Pe  | Diff | Pts |
| ---- | -------- | - | - | - | - | -- | -- | --- | --- | ---- | --- |
| 1    | Bulls    | 6 | 5 | 0 | 1 | 4  | 1  | 183 | 117 | +66  | 25  |
| 2    | Stormers | 6 | 3 | 0 | 3 | 2  | 3  | 137 | 143 | -6   | 17  |
| 3    | Sharks   | 6 | 3 | 0 | 3 | 3  | 1  | 153 | 179 | -26  | 16  |
| 4    | Lions    | 6 | 1 | 0 | 5 | 3  | 1  | 127 | 161 | -34  | 8   |

### Finale
La finale a lieu le 19 juin 2021 à Trévise et voit la victoire du Benetton Rugby à domicile. C'est la première victoire italienne dans une compétition internationale,.
| 19 juin 2021 18 h 30 | Benetton Trévise | 35 - 8 (20 - 8) | Bulls                                                 | Stadio Comunale di Monigo 1 250 spectateurs Arbitre : Frank Murphy |
| 19 juin 2021 18 h 30 | Essai(s) : 5 Ioane (5e), Els (31e), de pénalité (40e), Lamaro (42e), Padovani (57e) Transformation(s) : 1 Garbisi (43e) Pénalité(s) : 2 Garbisi (19e, 47e) |                 | Essai(s) : 1 Tambwe (26e) Pénalité(s) : 1 Smith (30e) | Stadio Comunale di Monigo 1 250 spectateurs Arbitre : Frank Murphy |
| 19 juin 2021 18 h 30 | |                 |                                                       | Stadio Comunale di Monigo 1 250 spectateurs Arbitre : Frank Murphy |